# День Повітряних Сил Збройних Сил України
День Повітряних Сил Збройних Сил України — свято України. Відзначається щороку у першу неділю серпня.

## Історія свята
Свято встановлено в Україні «…ураховуючи значення Повітряних Сил Збройних Сил України у забезпеченні обороноздатності держави…» згідно з Указом Президента України «Про День Повітряних Сил Збройних Сил України» від 27 червня 2007 р. № 579/2007.
Із встановленням Дня Повітряних Сил Збройних Сил України було скасовано День Військ Протиповітряної оборони. Це пов'язано з тим, що в 2004-му році в ході об'єднання Військ протиповітряної оборони та Військово-повітряних сил були утворені сучасні Повітряні сили України.
Підготовка фахівців для Повітряних Сил здійснюється в Харківському університеті Повітряних Сил імені Івана Кожедуба. На озброєнні Повітряних Сил перебувають літаки F-16, МіГ-29, Су-27, Су-25, Су-24, Су-24МР, Л-39, Іл-76, Ан-26, Ан-24, Ан-30, Ан-70, Ту-134, вертольоти Мі-8, Мі-9, зенітні ракетні комплекси С-300 та «Бук» різних модифікацій, радіолокаційні станції 19Ж6, 35Д6, 35Д6М, П-18, П-18М, 5Н84А, П-37, РРВ-13, РРВ-16, 79К6. Загальна чисельність особового складу — близько 50 тисяч чоловік.

## Галерея

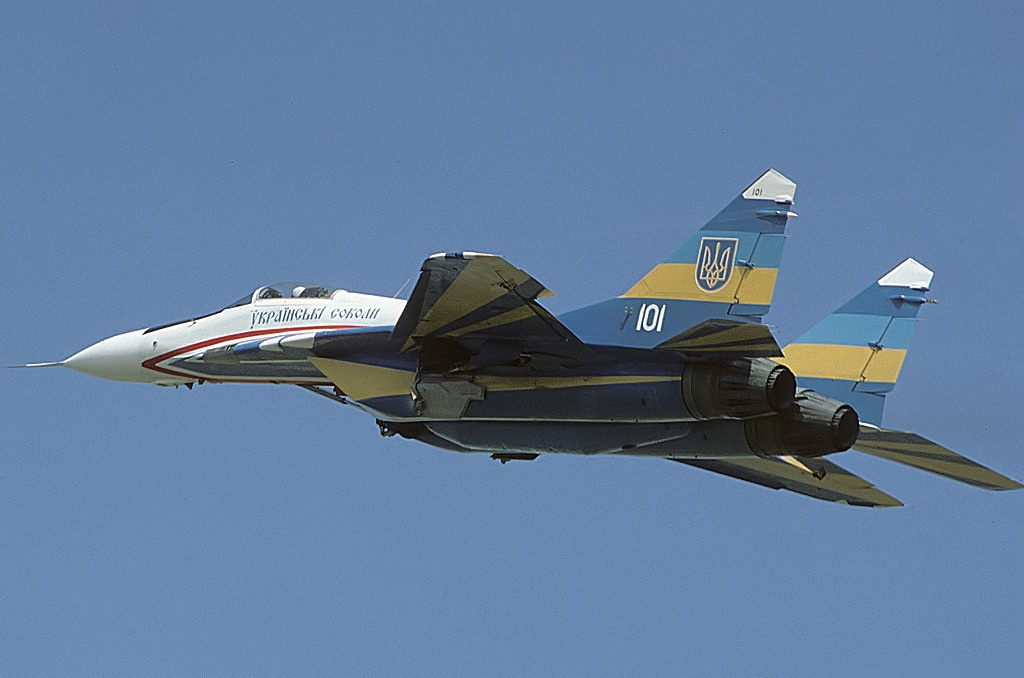
Міг-29 групи «Українські соколи»
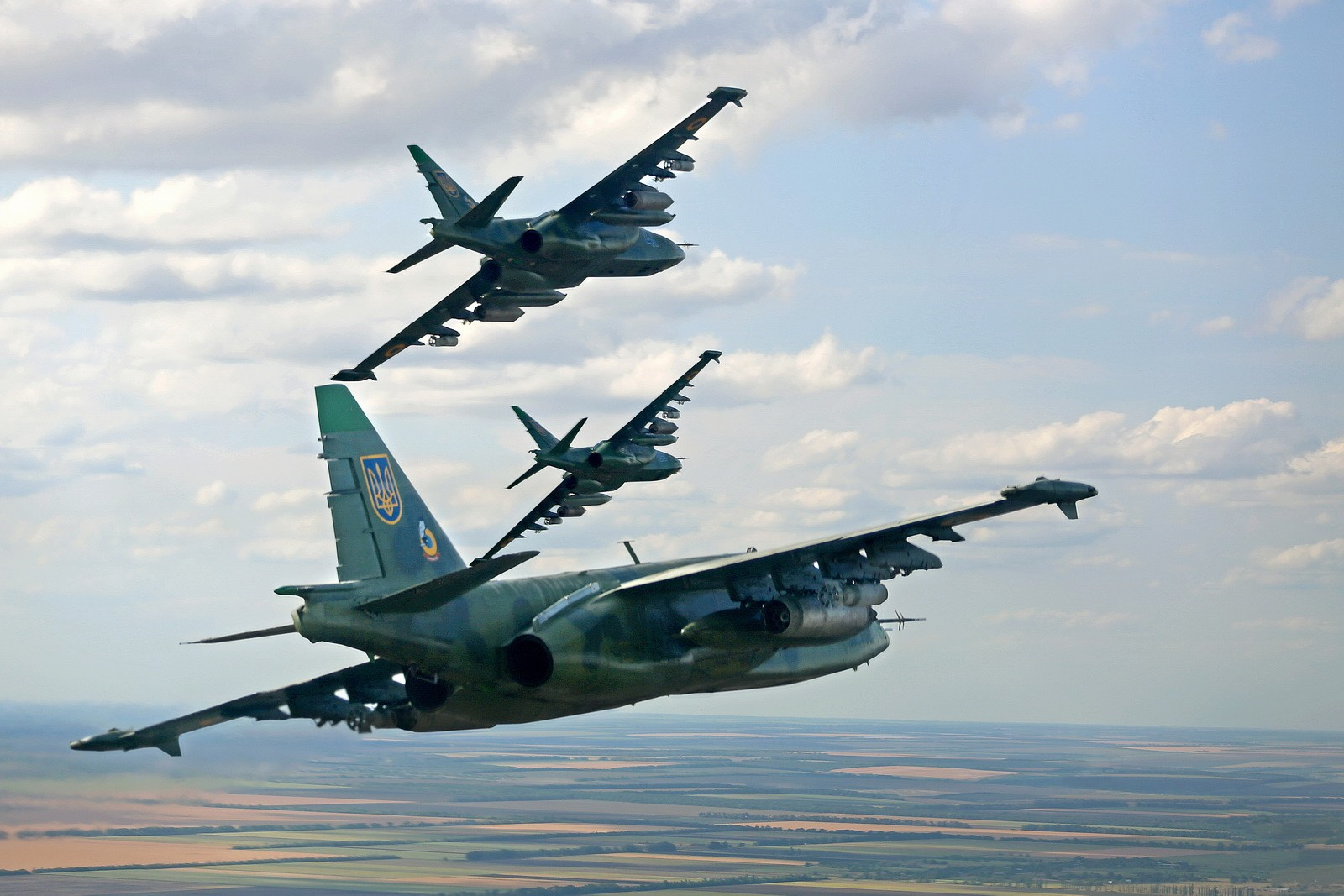
СУ-25
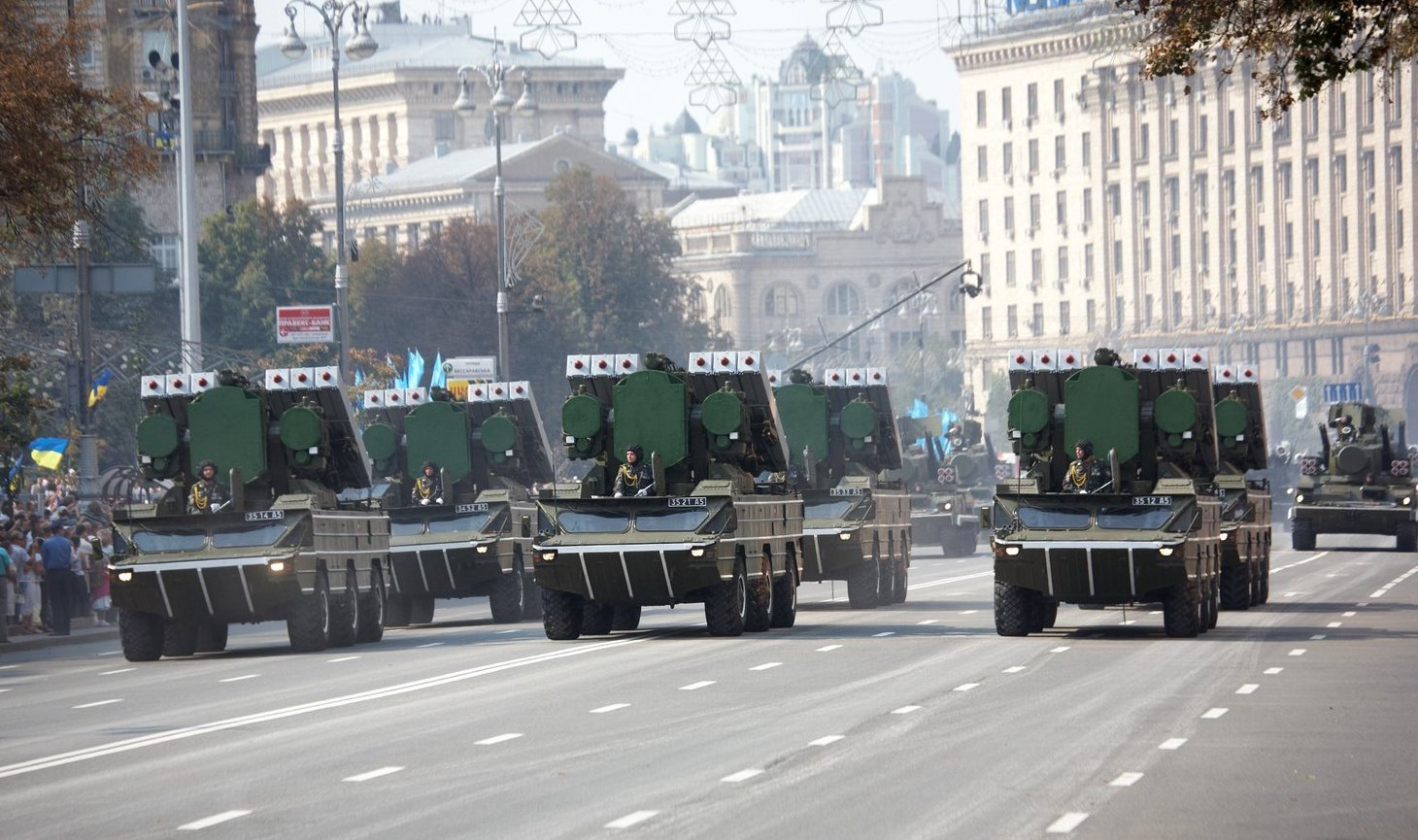
Зенітно-ракетний комплекс «Оса»
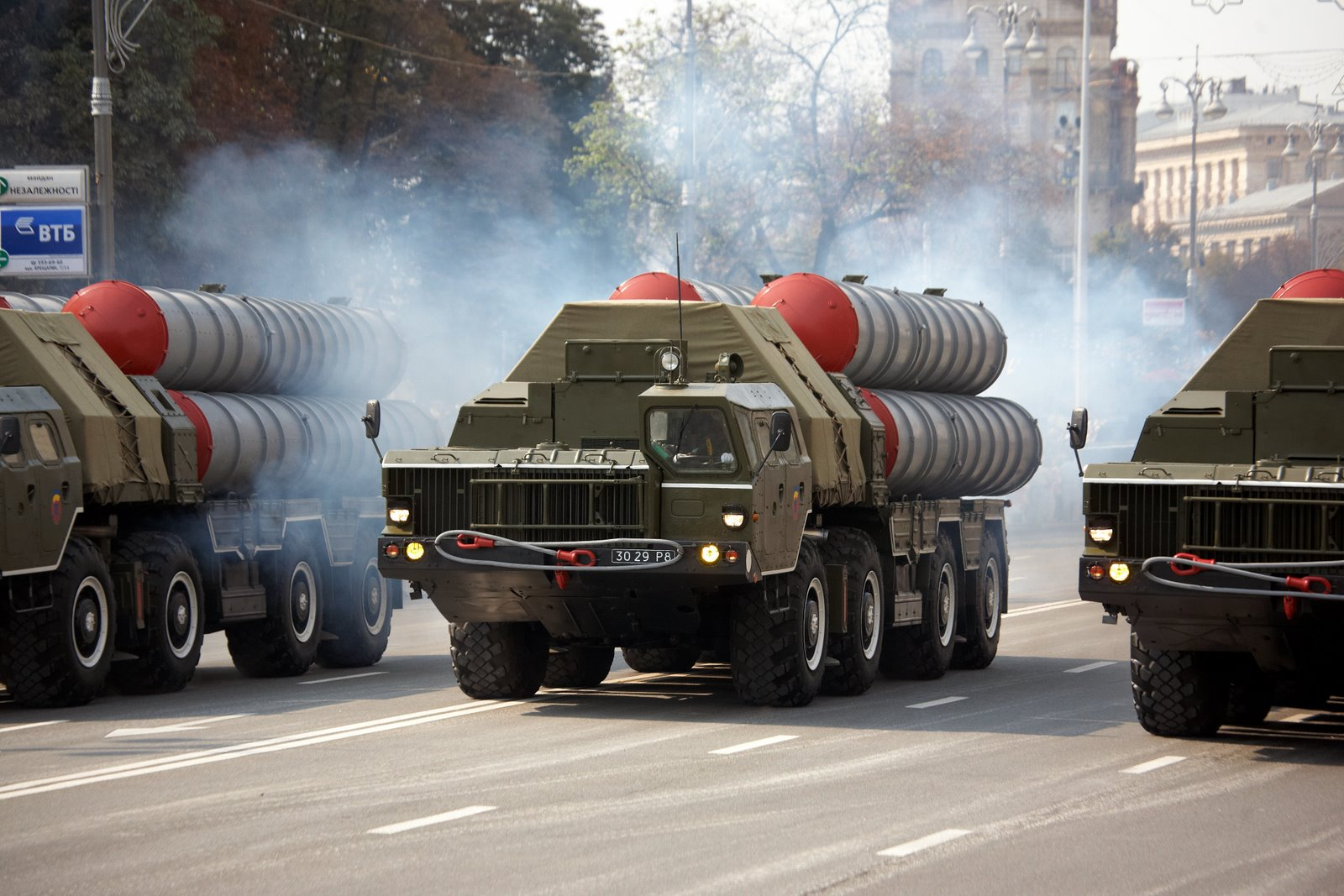
Зенітно-ракетний комплекс «С-300»
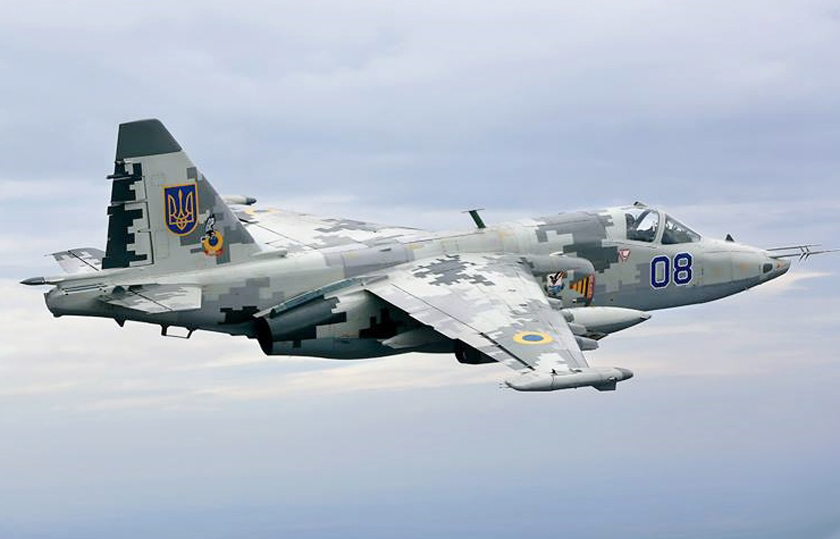
Су-25М